# Bộ Cung (弓)
Bộ Cung, bộ thứ 57 có nghĩa là "cung" là 1 trong 31 bộ có 3 nét trong số 214 bộ thủ Khang Hy.
Trong Từ điển Khang Hy có 165 chữ (trong số hơn 40.000) được tìm thấy chứa bộ này.

## Tự hình Bộ Cung (弓)

Giáp cốt văn
Kim văn
Đại triện
Tiểu triện

## Chữ thuộc Bộ Cung (弓)
| Số nét bổ sung | Chữ                        |
| -------------- | -------------------------- |
| 0              | 弓                         |
| 1              | 弔 引 弖                   |
| 2              | 弗 弘                      |
| 3              | 弙 弚 弛 弜                |
| 4              | 弝 弞 弟 张                |
| 5              | 弡 弢 弣 弤 弥 弦 弨 弩 弪 |
| 6              | 弧 弫 弬 弭 弮 弯          |
| 7              | 弰 弱 弲 弳                |
| 8              | 弴 張 弶 強 弸 弹          |
| 9              | 强 弻 弼 弽 弾             |
| 10             | 弿 彀 彁 彂                |
| 11             | 彃 彄 彅                   |
| 12             | 彆 彇 彈 彉                |
| 13             | 彊 彋                      |
| 14             | 彌                         |
| 15             | 彍                         |
| 19             | 彎                         |
| 20             | 彏                         |